# Фотохимия

Свет

Фотохи́мия —  раздел физической химии и химии высоких энергий — изучает превращения химических веществ (химия возбужденных состояний молекул, фотохимические реакции), протекающие под действием электромагнитного излучения  в ультрафиолетовом (~100—400 нм),   видимом (400—800 нм)  и ближнем инфракрасном (800—1500 нм) диапазонах.

## Законы фотохимии
- Фотохимические изменения происходят только под действием света, поглощаемого системой (закон Гротгуса — Дрепера, 1818—1843 гг.).
- Каждый поглощенный фотон в первичном акте способен активировать только одну молекулу (закон фотохимической эквивалентности Эйнштейна, 1912 г.).

Следующие два закона относятся в основном к фотохимии органических соединений и были сформулированы М. Кашей:
- при поглощении каждого фотона молекулой имеется определенная вероятность заселения или самого нижнего синглетного (с мультиплетностью 1) состояния, либо самого нижнего триплетного (с мультиплетностью 3) состояния;
- в большинстве органических фотохимических процессов, протекающих в растворах, участвует либо первое возбужденное синглетное, либо первое возбужденное триплетное состояния.

## Электронные переходы в молекуле

Структура энергетических уровней молекулы

Диапазон волн, представляющий практическую ценность для фотохимии, включает в себя ближний ультрафиолет, видимую область и ограничен с длинноволновой стороны началом ИК-области, то есть это интервал длин волн от 190 до примерно 700—800 нм.
В этом диапазоне наблюдается изменение электронной энергии молекулы при поглощении кванта света, что является определяющим процессом для инициирования химической реакции.
Молекула, переходя в возбужденное состояние, способна терять избыток энергии либо путём излучения, либо безызлучательно, либо вступив в химическое превращение — на преодоление активационного барьера. На рисунке показаны возможные электронные переходы, пунктиром обозначены те, которые происходят без излучения:
1. Возбуждение.
2. Флуоресценция (переход из состояния S1 в S0 c излучением).
3. Внутренняя конверсия из состояния S1 в S0 без излучения.
4. Интеркомбинационная конверсия из состояния S1 в T1.
5. Фосфоресценция (переход из состояния Т1 в S0 c излучением).
6. Интеркомбинационная конверсия из состояния T1 в S0.

Процесс фотохимического превращения можно разделить на три стадии:
1. акт поглощения фотона, при котором образуется электронно-возбуждённое состояние;
2. первичные фотохимические процессы, в которых участвуют электронно-возбуждённые состояния;
3. вторичные, или темновые реакции различных химических веществ, образующихся в результате первичных процессов.

## Роль фотохимии в природных процессах
Многие важнейшие процессы, происходящие в окружающей среде и в организме  человека, имеют фотохимическую природу. Под действием солнечного света в хлоропластах растений происходит фотосинтез, обеспечивающий существование жизни на Земле за счет выделения кислорода и  трансформации солнечной энергии в энергию химических связей углеводов:
{\displaystyle {\ce {6CO2{}+6H2O->[hv,~{\text{хлорофилл}}]C6H12O6{}+6O2}}}.
Зрение, посредством которого человек и большинство животных получает подавляющую часть информации о мире, основано на процессе фотоизомеризации родопсина, которая запускает цепь ферментативных процессов, усиливающих сигнал и обеспеичвающих исключительно высокую чувствительность вплоть до регистрации глазом отдельных фотонов.
Озон образуется в верхних слоях атмосферы под действием коротковолнового (<180 нм) УФ-излучения Солнца по реакции:
{\displaystyle {\ce {O2 ->[{hν}] O3}}}.